# Акуидакт-Рейстрак (линия Рокавей, Ай-эн-ди)
|   |   |   |   |   |
| · | · | · | · | · |

|   |   |   |   |   |
| · | · | · | · | · |

«Акуидакт-Рейстрак» (англ. Aqueduct Racetrack) — станция Нью-Йоркского метрополитена, расположенная на линии Рокавей, Ай-эн-ди. Станция находится в Куинсе, в районе Озон-Парк, рядом с одноимённым ипподромом. На станции останавливаются маршруты A (круглосуточно) и S (челнок Рокавей-парка, в выходные летом). Это единственная во всём метрополитене промежуточная (неконечная) станция, обслуживающая только поезда в одном направлении.
Эта наземная станция открыта 14 сентября 1959 года. Она была построена, чтобы обслуживать ипподром, на действующей линии, которая незадолго до того была приобретена городом и подключена к сети метрополитена. Станция имеет четыре пути, из которых используются для движения поездов только внешние (локальные) пути. Центральные экспресс-пути не используются и находятся в упадочном состоянии. Восточный путь, единственный из всех, снабжён платформой. Станция не имеет ни автоматов, ни киоска по продаже проездных билетов. Ближайшая остановка поездов южного направления (из Манхэттена) и станция с возможностью купить билет располагается четырьмястами метрами южнее: Акуидакт — Норт-Кондуит-авеню. Между входами обеих станций проложен крытый тротуар.
Станция долгие годы обслуживала только ипподром, поезда на ней останавливались только в дни и часы скачек. В 2012 году станция не проработала ни одного дня, однако начиная с августа 2013 года она стала обязательной остановкой для всех поездов северного направления в связи с открытием рядом с ипподромом нового казино.

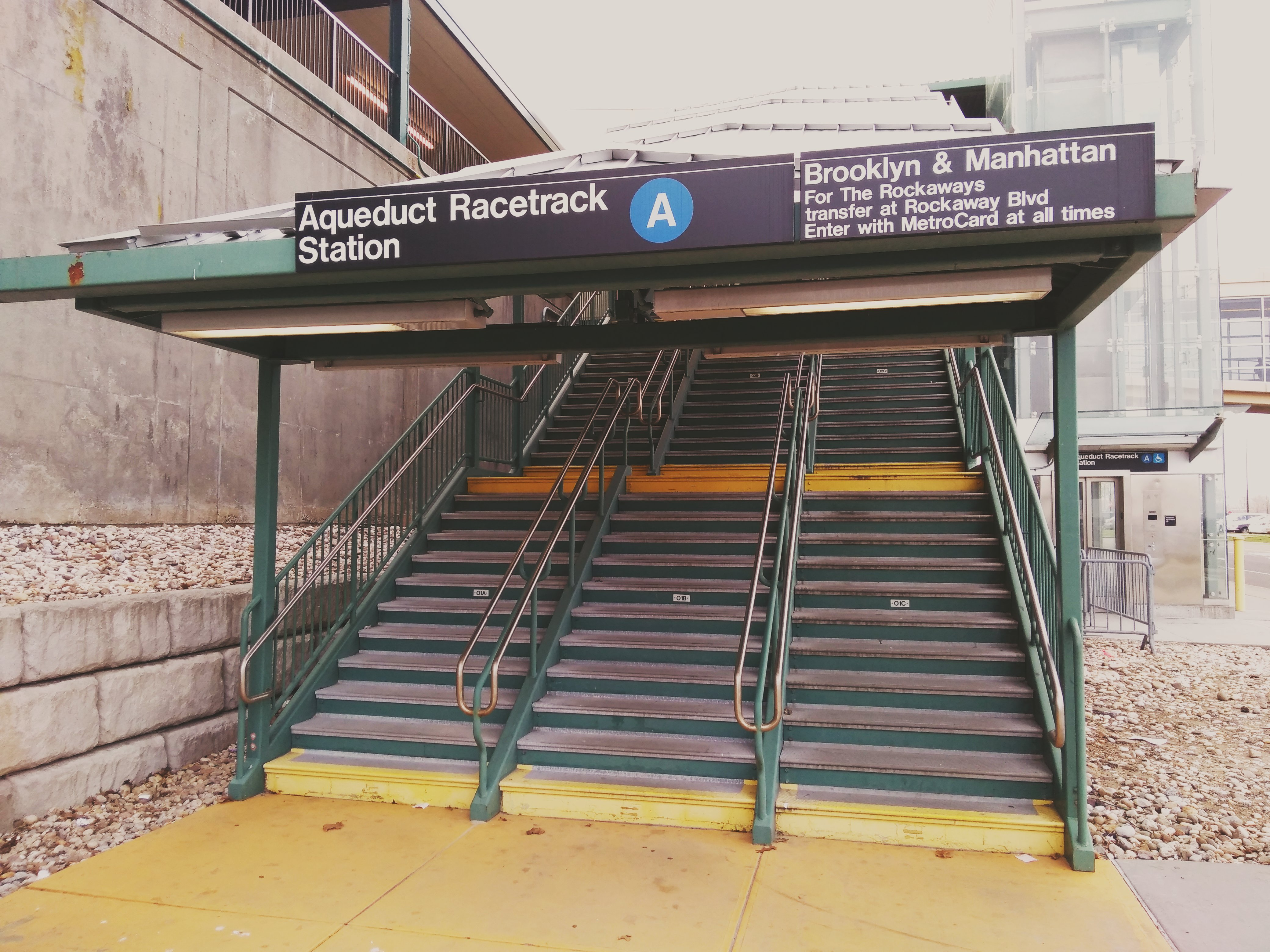
Вход на станцию
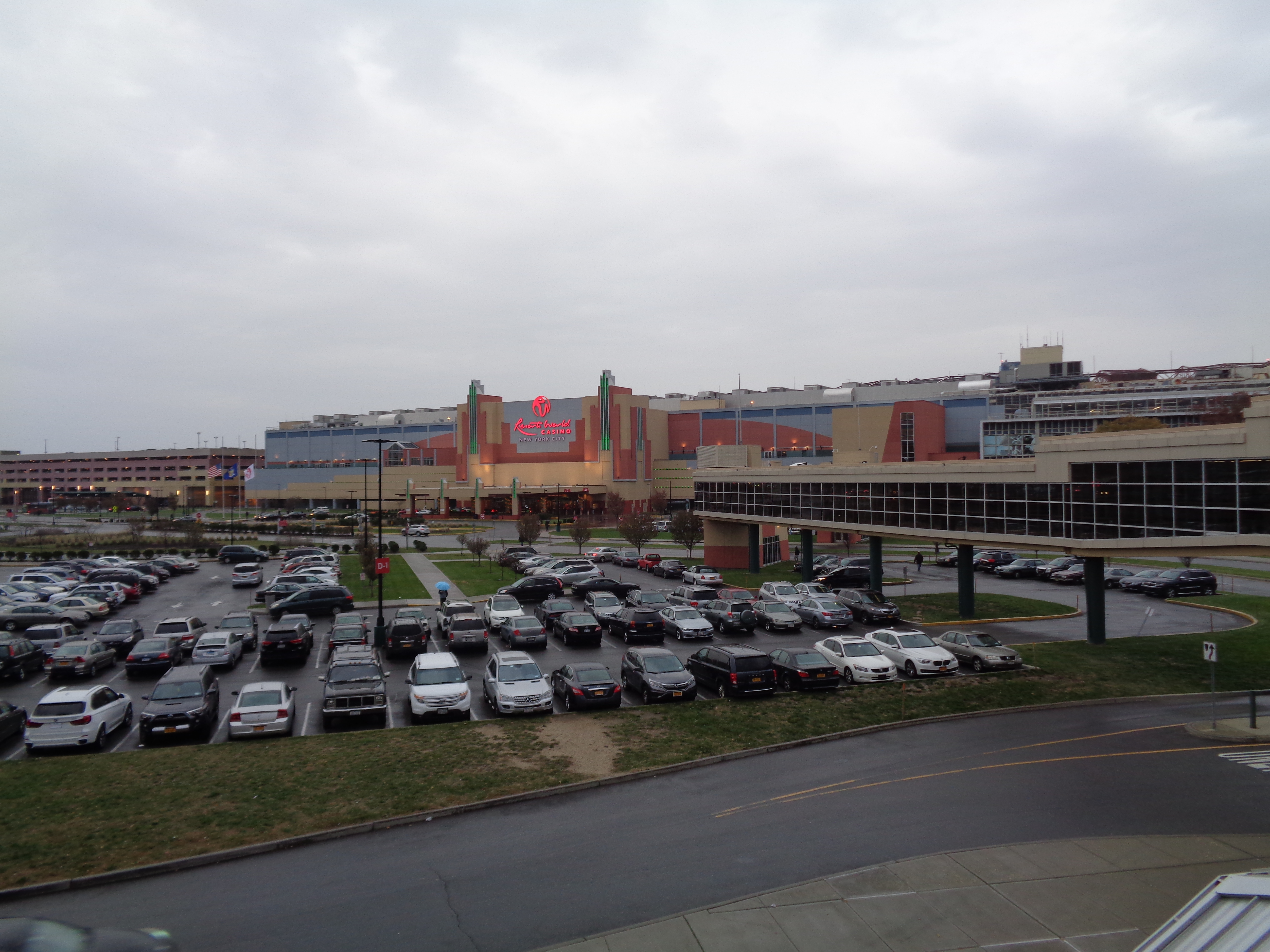
Казино и ведущий к нему от станции крытый пешеходный мост